# 13668 Tanner
13668 Tanner este un asteroid din centura principală de asteroizi.

## Descriere
13668 Tanner este un asteroid din centura principală de asteroizi. A fost descoperit pe 28 aprilie 1997 la Kitt Peak National Observatory în cadrul proiectului Spacewatch. El prezintă o orbită caracterizată de o semiaxă mare de 2,29 ua, o excentricitate de 0,13 și o înclinație de 3,9° în raport cu ecliptica.